# Sociedade dos Irlandeses Unidos

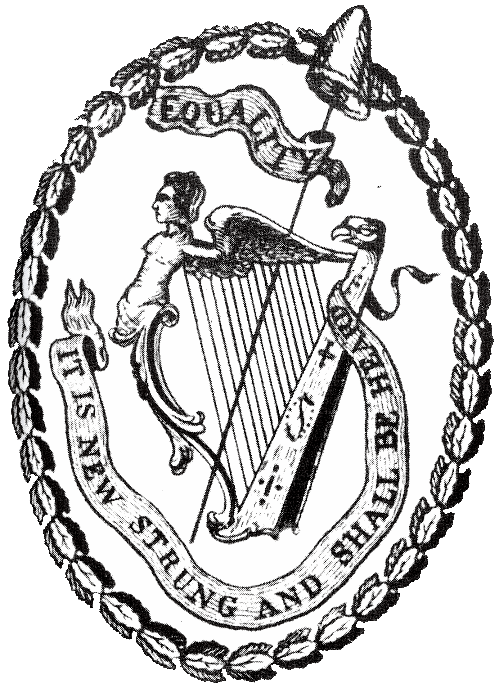
"Equality — It is new strung and shall be heard" Símbolo dos Irlandeses Unidos — A harpa sem a coroa Barrete da Liberdade.

A Sociedade dos Irlandeses Unidos era uma associação juramentada no Reino da Irlanda formada na esteira da Revolução Francesa para garantir "uma representação igual de todas as pessoas" em um governo nacional. Desesperados com a reforma constitucional, em 1798 os Irlandeses Unidos instigaram uma insurreição republicana em desafio às forças da Coroa Britânica e à divisão sectária irlandesa. Sua supressão foi um prelúdio para a abolição do Parlamento da Ascendência Protestante em Dublin e para a incorporação da Irlanda em um Reino Unido com a Grã-Bretanha. Uma tentativa de reviver o movimento e renovar a insurreição após os Atos de União foi derrotada em 1803.
Defendendo princípios que acreditavam ter sido justificados pela independência americana e pela Declaração Francesa dos Direitos do Homem, os comerciantes presbiterianos que formaram a primeira sociedade unida em Belfast em 1791 prometeram fazer causa comum com seus compatriotas de maioria católica. Sua "união cordial" derrubaria a ascendência protestante (anglicana) da Irlanda e responsabilizaria seu governo perante um parlamento representativo.
À medida que a sociedade se reproduzia em Belfast, Dublin e em toda a Irlanda rural, seu "teste" de filiação era administrado a trabalhadores (e, em casos, mulheres) que mantinham seus próprios clubes democráticos e a arrendatários organizados contra a nobreza protestante em fraternidades secretas. Os objetivos do movimento foram reafirmados em termos intransigentes: a emancipação e a reforma católica tornaram-se o apelo ao sufrágio universal da masculinidade (todo homem um cidadão) e por uma república irlandesa. Os preparativos foram feitos para uma insurreição a ser assistida pelos franceses e por novas sociedades "Unidas" na Escócia e na Inglaterra. Os planos foram interrompidos pela infiltração do governo e por prisões e apreensões por lei marcial, de modo que, quando chegou no verão de 1798, o chamado às armas resultou em uma série de levantes locais descoordenados.
O governo britânico aproveitou a rebelião para defender a maior segurança de uma união com Grã-Bretanha. Em 1800 a legislatura irlandesa foi abolida em favor de um parlamento do Reino Unido em Westminster. A tentativa de restaurar o movimento organizando-se em linhas estritamente militares falhou em obter uma resposta no que havia sido o coração dos Estados Unidos no norte e falhou em 1803 com a revolta de Robert Emmet em Dublin.
Desde o centenário da rebelião em 1898, nacionalistas irlandeses e sindicalistas do Ulster contestam seu legado.